# Wołodymyr Dobrianski
Wołodymyr Kazymyrowych Dobrianski (ukr. Володимир Казимирович Добрянський, ur. 12 grudnia 1966 w Gródku) – ukraiński naukowiec, archeolog, historyk, speleolog, badacz zabytków, fortyfikacji i toponimii. Członek Ukraińskiego Towarzystwa Ochrony Zabytków Historycznych i Kulturalnych (1981), Towarzystwa Naukowego im. Szewczenki (2000), Krajowego Związku Dziennikarzy Ukrainy (2016–2020). Współzałożyciel organizacji pozarządowej „Alternatywa-Czortków”.

## Biografia
Ukończył studia na Wydziale Historycznym Czerniowieckiego Uniwersytetu Państwowego im. Jurija Fedkowycza (1994, obecnie Uniwersytet Narodowy). Pracował jako nauczyciel historii w obwodzie czortkowskim, sekretarz Towarzystwa Historyczno-Oświatowego „Memoriał”, badacz w Tarnopolskim Obwodowym Muzeum Krajoznawczym, scentralizowany system biblioteczny Czortkowa, starszy pracownik naukowy w Czortkowskim Miejskim Muzeum Krajoznawczym.
W latach 1985–1987 służył w Armii Radzieckiej. Podczas służby w jednostce wojskowej 3238 brał udział w likwidacji skutków katastrofy w Czarnobylu (kwiecień – maj 1986, listopad 1986 – styczeń 1987).

## Działalność badawcza
Autor ponad 100 publikacji naukowych w czasopismach branżowych oraz licznych artykułów lokalnych i publicystycznych w prasie.
Odkryte i zbadane:
- ponad 100 zabytków archeologicznych na terenie obwodów: Zaleszczykach, Borszczowie, Buczaczu, Czortkowie, Husiatynie i Trembowli;
- około 30 obiektów umocnień obronnych (osady, zamki, reduty, lunety) w Dobrowlanach, Lesiecznikach, Bedrykiwcach, Białej, Szmańkowcach, Szerszeniowcach, Dźwinogrodzie, Jabłonowie, Kociubińcach;
- około 50 nieznanych wcześniej jaskiń w Gródku, Zazulińcach, Kasperowcach, Czortkowie, Uhryniu, Szmańkowcach i innych osadach wokół Tarnopola;

Kolejny obszar działalności – badania i studia nad starożytnymi reliktami antycznego słownictwa słowiańskiego, które znajdują odzwierciedlenie w toponimii regionu – a na podstawie badań archeologicznych miejscowości można na nich odtworzyć dawne oikonimy (osady).
W 2019 roku na wysokiej 40-metrowej wieży kościoła św. Stanisława biskupa i męczennika w Czortkowie odkrył detonator pocisku odłamkowego. Domniemana trajektoria jego lotu pozwoliła ustalić, że podczas ofensywy czortkowskiej (7–28 czerwca 1919 r.) w lasach na zachód od wsi Szmańkowce stacjonowały pułki (64 armaty) pod dowództwem atamana Cyryla Karasa.

## Źródła
- Володимир Погорецький, Безробітний археолог // Wilne żyttia plus, № 67 (31.08.2012), s. 5 (Ізгої на рідній землі?).
- Безробітний чортківський археолог // Золота пектораль, 10.04.2013
- І словом, і досвідом історика й археолога // Голос народу, № 52 (12.12.2014), s. 12 (Щойно з друку).
- Добрянський Володимир Казимирович // Геологи і географи Тернопільщини, Тернопіль: Осадца Ю.В, 2021, s. 108–110
- Тамта Ґуґушвілі, Володимир Добрянський: «Любов до археології та історії – це сенс мого життя» // Wilne żyttia plus, № 104 (29.12.2021), s. 4 (Захисник старожитностей).
- Тамта Ґуґушвілі, Володимир Добрянський: «Любов до археології та історії – це сенс мого життя» // Вільне життя, 5.1.2022.
- Іванна Гошій, Володимир Добрянський: «Чорні копачі задля власного збагачення знищують історію нашого краю» // Нова Тернопільська газета, 19.01.2022.